# Кухарський Василь Анатолійович
Василь Анатолійович Кухарський (2 грудня 1981, м. Радомишль, Житомирська область, Україна — 7 грудня 2023, м. Київ) — український актор театру та кіно, актор Київського академічного драматичного театру на Подолі (2008—2023), військовослужбовець Збройних сил України.

## Життєпис
Народився 2 грудня 1981 року у місті Радомишль Житомирської області.
2001 року закінчив диригентсько-хоровий відділ Житомирського музичного училища ім. Віктора Косенка за спеціальністю — керівник хору, диригент, вчитель музики.
2005 року закінчив Київський національний університет театру, кіно і ТБ імені Івана Карпенка-Карого (художній керівник курсу — Валентина Зимня).
З 2008 року — актор Київського академічного драматичного театру на Подолі.
Остання роль Василя Кухарського — роль Ангела у короткометражному фільмі «Історія ангела» його дружини Наталії Гордій-Кухарської . 
З перших днів повномасштабної війни Василь Кухарський став до лав ЗСУ.
На фронті з позивним «Актор» служив у першому стрілецькому батальйоні 67 ОМБр ДУК, молодший сержант .
Коли Василь Кухарський після тяжкого поранення потрапив у госпіталь, його навідав відомий американський актор Шон Пенн, який у той час перебував в Україні. Він став перед ним на коліна і сказав: „Я теж актор. як і ти. Але ти справжній герой, тому що захищаєш батьківщину“ 

### Після повномасштабного вторгнення
Із перших днів повномасштабного російського вторгнення в Україну став до лав ЗСУ. Був важко поранений в бою у вересні 2023-го. Помер 7 грудня 2023 року у лікарні Києва. Прощання відбулося 10 грудня у театрі на Подолі, відспівування відбулося у Володимирському соборі.

## Роботи у театрі
Театр «Ательє 16»
- «Ромео і Джульєтта» В. Шекспіра — Меркуціо
- «Наскільки важливо бути серйозним» О. Вайльда — Ернст Вордінг
- «Тригрошова опера» Б. Брехта — Мекі Ніж
- «Кабаре „Хлам“» за мотивами оповідань Теффі — Сергій Пампухов
- «Самогубець» А. Ердмана — Подсєкальніков

Театр на Подолі (2008—2023)
- 2008 — «Звідки беруться діти?» Анатолія Крима; реж. Віталій Малахов — Андрій Зорро
- 2008 — «Сто тисяч» за п'єсою Івана Карпенка-Карого; реж. Віталій Малахов — Невідомий
- 2009 — «Люксембурзький сад» за «Двадцяти сонетів до Марії Стюарт» Йосипа Бродського та давньогрецьким міфом про Пігмаліона і Галатею; реж. Ігор Славинський — Поет
- 2009 — «Мертві душі» Михайла Булгакова за романом Миколи Гоголя; реж. Ігор Славинський — Олексій Іванович, поліцмейстер
- 2010 — «Льовушка» Анатолія Крима; реж. Ігор Славинський — Точильник
- 2011 — «На дні» за п'єсою Максима Горького; реж. Віталій Малахов — Васька Попіл
- 2012 — «Старший син» Олександра Вампілова; реж. Ігор Волков — Бусигін
- 2015 — «Вічно живі» за п'єсою[ru] Віктора Розова; реж. Віталій Малахов — Борис
- «Скарби капітана Крюка» — Капітан Крюк
- «Я — Марія Каллас» — Адміністратор

## Фільмографія
- 2004 — «Російські ліки» — епізод
- 2005 — «Новий російський романс» — Ігор, охоронець Алевтини
- 2006 — «Квіти для сніжної королеви» — епізод
- 2006 — «Танго кохання» — діджей
- 2007 — «Повернення Мухтара-4» (28 серія «Практична магія») — гот
- 2008 — «День залежності» — Олег
- 2008 — «Хороші хлопці» — блондин
- 2008 — «Зачароване кохання» — партизанів Сипатого
- 2008 — «Сила тяжіння» — сутенер
- 2008 — «Реквієм для свідка» — Зуйков, художник
- 2008 — «Загін» — епізод
- 2008 — «Отруєний шип» — вампір
- 2008 — «Квітка папороті» — Ботанік
- 2009 — «Повернення Мухтара-5»
  - «Телефонна примара» (9 серія) — співробітник ДНК
  - «Програний хлопець» (69 серія) — хлопець
- 2009 —2010 — «За законом» — Пєчкін
- 2010 — «Паршиві вівці» — Шнайдер
- 2010 — «Маршрут милосердя» — епізод
- 2010 — «Брат за брата» — епізод
- 2011 — «Лють» (фільм 7 «Супроводник») — Антон Соколов, помічник депутата Бєляєва
- 2011 — «Схибності кохання» — коханець Валентини
- 2011 — «Добридень Мамо!» — Деня
- 2012 — «Жіночий лікар» (6 серія «Кримінал за життєвими показниками») — Дмитро Дідух
- 2014 — «Швидка допомога» (1 серія) — Бєляєв, вітчим Арішки
- 2014 — «Пляж»(Фільм 3 «Курортний роман») — Чесний
- 2014 — «Манекенниця» — приятель Вадима
- 2014 — «Давай поцілуємось» — співробітник Тетяни
- 2016 — «Провідниця» (18 серія «Зламане крило») — Гліб, колишній зек
- 2016 — «Підкидьки» — Едік Сергєєв — таксист
- 2016 — «Поганий добрий коп» — Максим Канунніков — колишній хлопець Ольги
- 2016 — «Майор і магія» — проповідник
- 2016 — «Краща партія»
- 2017 — «Ментівські війни. Одеса»
  - Фільм 2 «Небезпечні ігри» — Купа, опер УБОЗ
  - Фільм 3 «Холодна страва» — колишній опер УБОЗ
  - Фільм 4 «Роздача»
  - Фільм 5 «Жерсть»
- 2018 — «Інший» — епізод
- 2018 — «У полоні у перевертня»
- 2019 — «Готель Едельвейс» — Худий
- 2019 — «Біля причалу» — Руслан
- 2019 — «Схованки» — Ципу
- 2019 — «The Forgotten» / «Забуті» — Юра
- 2020 — «Толока» — Семен Босий
- 2020 — «Роман з детективом» — епізод
- 2021 — «Врятувати Віру» — Володимир
- 2021 — «Відображення»
- 2022 — «Максим Оса та золото Песиголовця» — козак Максим Оса
- 2024 — «Редакція» — бджоляр

## Музичні кліпи
- 2020 — Океан Ельзи — "Тримай"

## Телепроєкти та фестивалі
- 2007 — Фестиваль хорових колективів духовної музики (Італія, Ла Спеція; Німеччина, Берлін; Австрія, Відень)
- 2008 — Ведучий художньо-публіцистичних фільмів про рибалку (Студія «Пілігрім»)

## Сім`я
Наталка Гордій-Кухарська — дружина. 

## Нагороди та визнання
- 2012 — ХХ Премія України в галузі театрального мистецтва «Київська пектораль» — лауреат у номінації Найкраще виконання чоловічої ролі (роль Васьки Попела у виставі «На дні»)[6]
- орден «За заслуги» III ступеня (22 січня 2024, посмертно) — за значні заслуги у зміцненні української державності, мужність і самовідданість, виявлені у захисті суверенітету та територіальної цілісності України, вагомий особистий внесок у розвиток різних сфер суспільного життя, сумлінне виконання професійного обов'язку[7].